# Malinta (Ohio)
Malinta es una villa ubicada en el condado de Henry en el estado estadounidense de Ohio. En el Censo de 2010 tenía una población de 265 habitantes y una densidad poblacional de 132,88 personas por km².

## Geografía
Malinta se encuentra ubicada en las coordenadas 41°19′11″N 84°2′7″O / 41.31972, -84.03528. Según la Oficina del Censo de los Estados Unidos, Malinta tiene una superficie total de 1.99 km², de la cual 1.99 km² corresponden a tierra firme y (0%) 0 km² es agua.

## Demografía
Según el censo de 2010, había 265 personas residiendo en Malinta. La densidad de población era de 132,88 hab./km². De los 265 habitantes, Malinta estaba compuesto por el 93.21% blancos, el 0.38% eran afroamericanos, el 0% eran amerindios, el 0.38% eran asiáticos, el 0% eran isleños del Pacífico, el 3.4% eran de otras razas y el 2.64% pertenecían a dos o más razas. Del total de la población el 13.96% eran hispanos o latinos de cualquier raza.